# 阿兰奇湾城
阿兰奇湾城（義大利語：Golfo Aranci），是意大利撒丁大区薩薩里省的一个市镇。总面积37.97平方公里，人口2378人，人口密度62.6人/平方公里（2009年）。ISTAT代码为104011。